# Lophomilia flaviplaga
Lophomilia flaviplaga är en fjärilsart som beskrevs av W. Warren 1912. Lophomilia flaviplaga ingår i släktet Lophomilia och familjen nattflyn. Inga underarter finns listade i Catalogue of Life.